# Möhnsen
Möhnsen là một đô thị thuộc huyện Lauenburg, trong bang Schleswig-Holstein, nước Đức. Đô thị Möhnsen có diện tích 7,48 km², dân số thời điểm 31 tháng 12 năm 2006 là 537 người.